# Terremoto della Papua Nuova Guinea del 2018
Il terremoto della Papua Nuova Guinea del 2018 è stato un evento sismico di magnitudo momento 7,5. L'epicentro della scossa è stato localizzato a 10 chilometri ad ovest della città di Komo, nella provincia di Hela. L'intensità massima è stata VIII (fortemente dannoso) sulla scala di intensità Mercalli,  provocando oltre 100 vittime. La prima forte scossa fu seguita da un intenso sciame sismico con due forti scosse avvenute il 26 febbraio, di magnitudo 6,1 e 6,2. Un'altra forte scossa si è verificata il 6 marzo, con una magnitudo di 6,7 sempre nella stessa zona della scossa del 25 febbraio, un'altra ancora il 7 aprile di magnitudo 6,3.

## Tettonica
La Papua Nuova Guinea si trova all'interno della complessa zona di collisione tra la placca australiana e la placca del Pacifico, che convergono ad una velocità di 107 mm all'anno nella posizione del terremoto. La cintura Papuana di piega e di spinta, che è responsabile delle montagnose Highland della Nuova Guinea, forma il confine tra l'area della Placca Stabile a Sud e la Cintura Mobile a Nord. La Placca Stabile è costituita da una piccola crosta continentale deformata della placca australiana. La Cintura Mobile è costituita da una serie di archi di terra e frammenti continentali che si sono precedentemente formati assieme alla Placca Australiana. La convergenza attuale attraverso la piega e la cintura di spinta è stimata fino a 15 mm all'anno. La spinta è di tipo a pelle-spessa, che comporta la riattivazione inversa di faglie estensionali molto più antiche.

## Terremoto
La scossa principale ha colpito ad una profondità di 35 km sotto le pendici settentrionali del Monte Sisa ed è stata seguita da una scossa di assestamento di 5,5 MW 27 secondi dopo. La Geohazards Management Division a Port Moresby lo ha definito "tipico della cintura di piega e di spinta Papuana".

### Scosse di assestamento

| N° | Data (UTC)       | Magnitudine | Profondità |
| -- | ---------------- | ----------- | ---------- |
| 1  | 2018-2-25 17:44  | 7.5         | 35         |
| 2  | 2018-2-25 18:11  | 5.5         | 39         |
| 3  | 2018-2-25 18:26  | 5.4         | 35         |
| 4  | 2018-2-25 18:47  | 5.0         | 35         |
| 5  | 2018-2-25 19:40  | 5.3         | 35         |
| 6  | 2018-2-25 20:17  | 5.2         | 35         |
| 7  | 2018-2-25 21:11  | 5.0         | 35         |
| 8  | 2018-2-25 21:47  | 5.2         | 16.6       |
| 9  | 2018-2-25 22:19  | 5.0         | 35         |
| 10 | 2018-2-25 22:28  | 5.0         | 35         |
| 11 | 2018-2-25 22:57  | 5.0         | 35         |
| 12 | 2018-2-26 02:25  | 5.0         | 35         |
| 13 | 2018-2-26 03:10  | 5.0         | 35         |
| 14 | 2018-2-26 03:12  | 5.2         | 35         |
| 15 | 2018-2-26 05:28  | 5.0         | 10.8       |
| 16 | 2018-2-26 07:01  | 5.1         | 35         |
| 17 | 2018-2-26 08:26  | 6.0         | 23.6       |
| 18 | 2018-2-26 09:19  | 5.0         | 60.3       |
| 19 | 2018-2-26 11:56  | 5.7         | 13.3       |
| 20 | 2018-2-26 12:29  | 5.0         | 40         |
| 21 | 2018-2-26 12:34  | 5.2         | 26.7       |
| 22 | 2018-2-26 15:17  | 6.2         | 13.8       |
| 23 | 2018-2-26 17:41  | 5.1         | 10         |
| 24 | 2018-2-26 18:28  | 5.5         | 31         |
| 25 | 2018-2-26 19:21  | 5.1         | 21.2       |
| 26 | 2018-2-26 21:52  | 5.0         | 10         |
| 27 | 2018-2-27 00:08  | 5.1         | 10         |
| 28 | 2018-2-27 00:55  | 5.0         | 10         |
| 29 | 2018-2-27 02:15  | 5.2         | 10         |
| 30 | 2018-2-27 06:19  | 5.6         | 10         |
| 31 | 2018-2-27 07:19  | 5.2         | 10         |
| 32 | 2018-2-27 13:58  | 5.0         | 14.7       |
| 33 | 2018-2-27 14:11  | 5.0         | 14.4       |
| 34 | 2018-2-27 16:19  | 5.2         | 10         |
| 35 | 2018-2-27 20:11  | 5.2         | 10         |
| 36 | 2018-2-28 02:45  | 6.0         | 10         |
| 37 | 2018-2-28 05:22  | 5.2         | 10         |
| 38 | 2018-2-28 14:00  | 5.0         | 10         |
| 39 | 2018-03-02 00:57 | 5.0         | 10         |
| 40 | 2018-03-02 03:01 | 5.6         | 28.7       |
| 41 | 2018-03-02 07:59 | 5.1         | 10         |
| 42 | 2018-02-06 14:13 | 6.7         | 10         |
| 43 | 2018-04-07 05:48 | 6.3         | 10         |

## Effetti

### Danni
La mattina del 26 febbraio, ExxonMobil ha annunciato che avrebbe temporaneamente interrotto l'impianto di condizionamento del campo di gas di Hides, situato a circa 8 chilometri dall'epicentro, al fine di valutare il danno. In seguito i funzionari hanno confermato che tutto il personale era "sicuro e contato", mentre gli edifici amministrativi, gli alloggi e la mensa avevano subito danni. La compagnia stava pianificando di evacuare tutto il personale non essenziale. I voli nell'aerodromo di Komo sono stati temporaneamente sospesi fino a quando la pista non fosse stata ispezionata. Sinkhole e frane sono state segnalate in tutte le aree colpite, e anche le forniture di energia elettrica sono state interrotte.
Anche la più grande società di esplorazione e sviluppo di petrolio e gas della Papua Nuova Guinea, Oil Search, ha annunciato che avrebbe interrotto la produzione nelle Southern Highlands fino a quando non avrebbe potuto garantire la sicurezza dei suoi dipendenti. La miniera d'oro di Porgera ha subito danni all'infrastruttura del gas e dell'elettricità, mentre gli smottamenti hanno bloccato la strada di accesso alla miniera di Ok Tedi e danneggiato parte dell'autostrada tra Tabubil e Kiunga nella Provincia occidentale.
Il sisma e le sue scosse di assestamento hanno causato il panico a Jayapura, la capitale della provincia indonesiana di Papua. Il National Board for Disaster Management del paese ha successivamente confermato che diversi edifici sono stati danneggiati nella Reggenza di Boven Digoel, tra cui una moschea, un posto militare ed un ufficio distrettuale.

### Vittime
160 persone hanno perso la vita, mentre altre 300 sono state gravemente ferite. Tredici vittime si sono verificate nella città di Mendi, mentre le restanti si trovavano nelle aree del Lago Kutubu e del Monte Bosavi, più vicino all'epicentro.

### Risposta
Il governo della Papua Nuova Guinea ha inviato squadre per la valutazione della catastrofe nelle zone a Sud delle Highlands e delle province di Hela in seguito al terremoto. I membri delle Forze di Difesa della Papua Nuova Guinea sono stati mobilitati per fornire assistenza alle persone colpite e per il ripristino di servizi ed infrastrutture.
Lo stato di emergenza è stato dichiarato il 1º marzo per le province di Hela, le Highland del Sud, Enga e Western, insieme ad una promessa di 450 milioni di kina (circa 136 milioni di dollari USA) per contribuire a far fronte alle conseguenze del terremoto.

### Aiuti internazionali
Il governo australiano ha promesso aiuti per 200.000 dollari australiani e ha inviato un velivolo C-130 Hercules per le ricognizioni aeree.